# Capel Curig
Capel Curig (200 ab. ca.) è una comunità del Galles nord-occidentale, appartenente al distretto di contea di Conwy (contea tradizionale: Gwynedd) e situata nel parco nazionale di Snowdonia e lungo il corso del fiume Llugwy. È una delle più antiche stazioni di montagna della zona.

## Geografia fisica
Capel Curig si trova tra Llanberis e Betws-y-Coed (rispettivamente ad est della prima e ad ovest dalla seconda) e tra Bethesda e Beddgelert (rispettivamente a sud-est della prima e a nord-est della seconda), a circa 28 km a nord di Blaenau Ffestiniog.

## Origini del nome
Il toponimo Capel Curig significa letteralmente "Chiesa di San Curig" e fa riferimento ad una chiesa eretta nell VI secolo e ricostruita nel XIII-XIV secolo dedicata in origine a San Curig, ma ribattezzata nel XIX secolo St Julitta's Church, in onore della madre di San Curig, quando fu costruita una nuova Chiesa di San Curig.

## Monumenti e luoghi d'interesse
- Plas y Brenin (UK National Mountain Centre)[3]
- St Julitta's Church[3]
- Ugly House (XV secolo)[3]

## Società

### Evoluzione demografica
Al censimento del 2001, la community di Capel Curig contava una popolazione di 226 abitanti, di cui 105 donne e 121 uomini.

## Cultura

### Musica
- La località di Capel Curig è menzionata nel brano della band britannica Half Man Half Biscuit Bottleneck at Capel Curig, brano che fa parte dell'album Trouble Over Bridgwater[8]